# Alen Sinkauz
Alen Sinkauz je rođen 1978. u Puli. Magistrirao je muzikologiju na Filozofskom fakultetu u Padovi, gdje deset godina djeluje unutar eksperimentalnog kazališta TAM tetromusica. Po zanimanju je skladatelj, basist i kontrabasist u raznim glazbenim, kazališnim i multidisciplinarnim projektima, gdje nerijetko djeluje i kao performer. Od 2002. djeluje u hrvatsko - talijanskom eksperimentalnom bendu East Rodeo povezujući avant rock, živu elektroniku, noise, te eksperimentalnu i improviziranu glazbu. Od 2010. organizira međunarodni festival eksperimentalne i improvizirane glazbe Audioart u Puli. Zajedno s bratom Nenadom Sinkauzom, s kojim najčešće i surađuje, intenzivno sklada glazbu za kazališne predstave, Treći program Hrvatskog radija, kao i i eksperimentalne, dokumentarne i igrane filmove.

## 1. East Rodeo
East Rodeo je međunarodni glazbeni sastav kojeg su 2002. osnovali Alen Sinkauz i Nenad Sinkauz, s klavijaturistom Kole Laca s kojem su komponirali glazbu za eksperimentalnu kazališnu trupu Tam teatromusica u Padovi.
Po osnutku, 2002. Godine, snimaju prvi album Kolo, zatim 2007. godine umjesto Kole Laca bendu se pridružuje Alfonso Santimone i mladi bubnjar Federico Scettri - obojica glazbenika s velikim iskustvom u eksperimentalnoj, jazz i improviziranoj glazbi. Novi kvartet 2008. godine snima album Dear Violence kojeg je miksao renomirani nezavisni talijanski producent Giulio Ragno Favero. Ubrzo 2010. godine East Rodeo snima novi album Morning Cluster na kojem gostuju svjetski priznati glazbenici Marc Ribot, Greg Cohen i Warren Ellis.
U novoj fazi započetoj 2013. godine na rezidenciji Muzičkog Salona Studentskog centra u Zagrebu, kvartet East Rodeo mutirao je u septet u kojem su svirala još tri vrsna glazbenika talijanske avant jazz & rock'n'roll scene. Kvartetu su se pridružili Bittolo Bon, Bigoni i Scardino koji surađuju godinama, dokazujući svoje vještine kroz respektivne bendove -Scardinovog Orange Rooma, Bigonievoh On Dog kao i kroz zajednički projekt Crisco 3.
Neprestano propitujući zvuk i vizualne medije, skladbe East Rodea pomiruju razne glazbene žanrove što je rezultiralo pronalaskom vlastitog glazbenog izričaja.  Umjetnički stav prema glazbi usredotočen je na lomljenje procesa i izbjegavanje dovršenih struktura što opstoji kao svojevrstan komentar na svijet koji nas okružuje.

## 2.1. Rose is a rose is a rose is a rose (2008.)
Ovaj dramski tekst (2008.) praizveden je na festivalu Steirischer Herbst u Grazu, njemačku je premijeru imao u Münchenu u Theater Halle 7, švicarsku u Luzerner Theater, a hrvatsku premijeru 9. ožujka 2010. u ZKM-u.
Rose is a rose is a rose is a rose, prvotno zamišljena kao glazbena partitura, dobiva i svoju koncertnu verziju. Na sceni nema glumaca, već Ivana Sajko, kao autorica, izvodi tekst zauzimajući istovremeno poziciju spisateljice u trenutku pisanja, poziciju glumice koja izvodi napisani tekst te poziciju lika u vlastitom tekstu. U predstavi sudjeluju rock glazbenici Vedran Peternel, Alen Sinkauz, Nenad Sinkauz i Krešimir Pauk koji su za ovu dramsku partituru skladali originalnu glazbu.

## 2.2. Prizori s jabukom (2011.)
Prizori s jabukom inspirirani su biblijskim motivom izgona iz raja, pričom koja u suvremenoj perspektivi otvara pitanje je li moguće konstruirati teritorij rajskog vrta u društvu katastrofe i je li ga humano uopće i željeti. Praizvedeni su u Bernu 2009. godine i čine drugi dio trilogije započete s predstavom Rose is a rose is a rose.  U ovom scenskom projektu sudjeluju Ivana Sajko, Alen i Nenad Sinkauz.

## 2.3 ...day of the year (2012.)
Audiovizualni projekt koji mijenja naziv ovisno o danu u godini na koji se izvodi, kako bi istaknuo jedinstvenost svakog performansa zasebno, propituje buku, ritam i feedback uglavnom analognih instrumenata uvijek u relaciji s arhitekturom prostora dodirujući nekad apstraktne ili pak vrlo definirane žanrove. 
Prvi je izveden 3. Lipnja 2012. Godine pod nazivom 154th day of the year. Umjetnički tim uključuje Alena i Nenada Sinkauza, Ivana Marušića i Miroslava Piškulića.

## 2.4. Malo je dovoljno (2012.)
Malo je dovoljno je glazbena predstava u kojoj glazba Alena Sinkauza (kontrabas, bas-gitara, efekti) i Nenada Sinkauza (elektronika, ukulele, klavir) i tekst pjesnika i pisca Aleksandra Stojkovića, frontmena grupe Goribor, povremeno izmjenjuju uloge.

## 2.5. To nismo mi, to je samo staklo (2014.)
Glazbenici Alen i Nenad Sinkauz borave u Japanu na rezidenciji u sklopu projekta To nismo mi, to je samo staklo, gdje uz podršku japanskih institucija (Aoyama Theatre i Morishita Studio) zajedno s plesačicom i koreografkinjom Mikiko Kawamurom, rade na tekstu Ivane Sajko. Alen i Nenad Sinkauz ostvarili su vrlo zamijećen nastup na Yokohama Dance Collection Experimental, uglednom japanskom festivalu suvremenog plesa. Kao predložak za ovo dugoročno umjetničko istraživanje poslužio je tekst autorice Ivane Sajko To nismo mi, to je samo staklo (Verlag der Authoren, Frankfurt, 2012.), a pridružio im se i vizualni umjetnik Ivan Marušić Klif.

## 3. Glazbeni projekti (u kazalištu)
Suradnički odnos Alena i Nenada Sinkauza, urodio je i raznolikim zajedničkim projektima u kojima su obnašali uloge skladatelja glazbe, poput predstava - U samoći pamučnih polja (r: Ivica Buljan, 2012.), Dezerter (r: Saša Božić, 2013.), Snajper (r: Damir Karakaš, 2013.), My Little Corner of the World (Autorski projekt Anice Tomić i Jelene Kovačić, 2014.), HINKEMANN (r: Igor Vuk Torbica, 2015.), Stranac (r: Goran Sergej Pristaš, 2015.), Othello (r: Franka Perković, 2015.), Mi smo kraljevi a ne ljudi (r: Matija Ferlin, 2015.), Intenziteti (r: Vedran Hleb, Vesna Mačković, 2015.), kao i na brojnim drugim.

## Ostalo
- "Technement" - skladatelj (s Nenadom Sinkauzom i Miroslavom Piškulić) (2018.)
- "Zvizdan" - skladatelj (s Nenadom Sinkauzom) i uloga glazbenika (2015.)